# Mesencephalon
Het mesencephalon of de middenhersenen  is het deel van de hersenen dat zich in het bovenste deel van de hersenstam bevindt. Het heeft een functie in:
- de regulatie van zintuigelijke en motorische functies
- visuele en auditieve reflexen
- pupilverwijding
- het gehoor.

Het mesencephalon bestaat uit twee delen: de vierheuvelplaat ook wel tectum (dak) genoemd, en het tegmentum (vloerkleed). De vierheuveleplaat is opgedeeld in vier delen: twee colliculi superiores en twee colliculi inferiores. Ook het aquaduct van Sylvius wordt tot het mesencephalon gerekend. Tussen de vierheuvelplaat en het tegmentum en rondom het aquaduct ligt het griseum centrale mesencephali.
Beschadigingen aan het mesencephalon kunnen verstoring van verdedigingsreacties als gevolg hebben.